# Терменевська сільська рада
Термене́вська сільська рада (рос. Терменевский сельский совет) — муніципальне утворення у складі Салаватського району Башкортостану, Росія. Адміністративний центр — село Терменево.

## Населення
Населення — 719 осіб (2019, 876 в 2010, 1063 в 2002).

## Склад
До складу поселення входять такі населені пункти:
| Населений пункт   | Населення, осіб (2002) | Населення, осіб (2010) |
| ----------------- | ---------------------- | ---------------------- |
| Свобода, присілок | 113                    | 102                    |
| Терменево, село   | 950                    | 774                    |